# Delito de acción privada
Se denomina delito privado o delito de acción privada, en Derecho procesal penal, a un tipo de delito que, por no considerarse de una gravedad tal que afecte al orden público de la sociedad, no puede ser perseguido de oficio por los poderes públicos (es decir, policía, jueces o Ministerio público), sino que es necesaria la intervención activa de la víctima como impulsora de la acción de la justicia y como parte en el proceso judicial.
El cauce procesal a través del cual una víctima de un delito de acción privada puede perseguir la acción de la justicia se denomina querella.
El delito se contrapone al delito de acción pública, en donde los poderes públicos tienen la potestad de perseguir de oficio la acción de la justicia, y en donde no es necesaria la voluntad de la víctima ni su personación en el proceso.
Los únicos delitos de acción privada tipificados en el Código Penal español son las injurias o calumnias, donde el injuriado o calumniado es quien busca una condena a través de una querella, si bien dependerá en cada caso del ordenamiento jurídico.

## Características de la acción penal privada
- Voluntaria.- En el acto de promover la acción penal privada prima la voluntad del titular.
- Renunciable.- La acción penal privada es renunciable.
- Relativa.- La acción penal privada es relativa, por cuanto la administración de todo el proceso penal y, sobre todo, la capacidad de ejercitar el ius puniendi está en manos del Estado, el particular tiene por tanto sólo facultades que se enmarcan dentro del control penal estatal.